# Bataille de Symi
Guerre du Péloponnèse
Batailles
- Sybota
- Potidée
- Chalcis
- Patras
- Naupacte
- Mytilène
- Tanagra
- Étolie
- Olpae
- Idomene
- Pylos
- Sphactérie
- Délion
- Amphipolis
- Mantinée
- Mélos
- Expédition de Sicile
- Symi
- Érétrie
- Cynosséma
- Abydos
- Cyzique
- Notion
- Arginuses
- Aigos Potamos

La bataille de Symi a lieu en 411 av. J.-C., au cours de la guerre du Péloponnèse, et voit la victoire de la flotte spartiate sur la flotte athénienne.

## Déroulé
En janvier 411 av. J.-C, une flotte de navires lacédémoniens commandés par le navarque Astyoches, venus de Milet, met en déroute une escadre de trières athéniens commandée par le stratège Charminus, venue de Samos. La bataille a lieu au large de Symi, petite île grecque, au sud-est de la Mer Égée.
En 411 les Spartiates se sont alliés à la Perse ; alliance conclue par Therimenes, qui a remis la flotte spartiate au commandement d'Astyochus une fois les négociations terminées. Astyochus reçoit ses ordres et va à Cnide pour rencontrer vingt-sept bateaux de Caunus équipés pour lui par les Perses, afin de grossir la flotte spartiate.
Pendant ce temps, la flotte athénienne demeure à Samos, une colonie athénienne, sous le commandement de Charminus. Les Athéniens ont connaissance de l'attaque spartiate imminente, ayant été informés par Mélos, une île alliée, et ils se préparent à rencontrer Astyochus à Symi.
Une tempête empêche d'abord la confrontation, la visibilité étant faible et restreinte, et les navires peu maniables. De nombreux navires spartiates sont alors séparés de la flotte principale. Charminus saisit cette occasion et, avec environ vingt trières, il attaque le Spartiate sur l'aile gauche, la seule partie visible, et prend d'abord l'avantage en faisant couler trois navires ennemis. Mais alors, le reste de la flotte spartiate arrive, et entoure les Athéniens. Cernés, les bateaux athéniens ne peuvent se défendre et perdent au moins six trières. Charminus recule, et bat finalement en retraite à Halicarnasse. La victoire spartiate est incontestable.